# Tsutomu Tajima
Tsutomu Tajima (Japans: 田嶋勉, Tajima Tsutomu) (Kashiwa, 1 september 1961) is een hedendaags Japans componist en dirigent.

## Biografie
Tajima volgde zijn basisopleiding aan de Kashiwa Municipal High School in zijn geboorteplaats. Vervolgens behaalde hij zijn Master of Music aan het College of Music van de Jouetsu University of Education in Tokio, waar hij onder andere compositie studeerde bij Kenjiro Urata, piano bij Ichirou Kasai en muziektheorie bij Eiji Iijima.

## Composities

### Werken voor harmonieorkest
- 1989 WISH for wind orchestra
- 2003 Airs for Wind Orchestra
- 2006 Piccolo March
- 24 Seasons for Symphonic Band
- Encore, voor solozang en harmonieorkest - tekst: Sachiko Ueda
- EPICUS nr.1
- March of spring
- March “foreign scenery”
- Ren Ho Syou for Eight Players and Symphonic Band

- CiNii: DA1429662X
- MusicBrainz: a077380c-8eef-418f-b008-7167a93d1f98
- Bibliotheek van het Japanse parlement: 001142424
- Virtual International Authority File: 305101590